# Утида, Рёхэй
Рёхэй Утида (яп. 内田 良平 Утида Рё:хэй, 11 февраля 1874, префектура Фукуока — 26 июля 1937) — японский политик — ультранационалист, в 1901—1937 — руководитель им же основанного Амурского союза (Кокурюкай).

## Биография
Рёхэй Утида был третьим сыном мастера дзюдо Утиды Рёгоро, самурая, происходившего из княжества Фукуока. Первоначально носил имя Рёсукэ, в 1902 году поменял его на Рёхэй. С детства он интересовался различными видами традиционных боевых искусств и борьбы — кендо, дзюдо, сумо. Будучи племянником первого председателя националистической группировки Гэнъёся, Хираоки Котаро, Утида ещё юношей вступил в эту организацию.
В 1893 поступил в университет Тоёго, где изучал русский язык и познакомился с китайской классической литературой. Когда в 1894 году в Корее вспыхнуло восстание Тонхак, Утида (как и ряд других членов Гэнъёся) уехал в эту страну, чтобы помогать повстанцам, таким же традиционалистам, как и члены этого японского общества. В 1897 совершил поездку в Сибирь. После симоносекского инцидента занял крайне антирусскую позицию. После дальнейших посещений российского Дальнего Востока высказался в том смысле, что японцам нечего бояться этой «коррумпированной нации», и последовательно выступал за развязывание войны между Японией и Российской империей.
В 1901 основал Амурский союз (Кокурюкай), ультранационалистическую организацию, выступавшую за развязывание войны с царской Россией, имевшую своей целью вытеснение её из Маньчжурии и впоследствии — из Восточной Азии в целом. Большое значение и Утида, и его организация придавали пропагандистской и публицистической деятельности. Уже в 1901 он издал сочинение под названием «О развале России», в котором защищал необходимость войны с Россией. Эта работа была практически сразу же была запрещена японским правительством, и Утида был вынужден ограничиться изданием её сокращённого варианта «Про Россию». В то же время Утида инициировал создание Японо-российского общества, которое, по его мнению, после победоносной войны Японии должно было способствовать возрождению российско-японских отношений — в этом своём начинании Утида пользовался поддержкой премьер-министра страны Ито Хиробуми. В 1903 вступил в созданное Коноэ Ацумаро Антироссийское общество, также выступавшее за войну с Россией.
После победы Японии в Русско-японской войне выступал против заключения Портсмутского мирного договора и, после создания японского протектората над Кореей, призывал к полной аннексии Японией этой страны. Выезжал в Корею, где консультировал прояпонских местных политиков и оказывал содействие генерал-резиденту в Корее.
Во время китайской революции выступал на стороне революционеров из партии Сунь Ятсена. Благодаря своим связям в военных и промышленных кругах Японии направлял продажу японских вооружений китайскому правительству. В то же время он опубликовал брошюру «Новый порядок Китая», в которой призывал маньчжурскую династию в этой стране уступить власть китайским революционерам, а самим вернуться в Маньчжурию. Эта книга содержала в себе завуалированную идею о разделе Китая. В ноябре 1914 вновь сконцентрировал своё внимание на китайской политике, передав японскому премьер-министру Окуме Сигэнобу разработанный им меморандум «О разрешении китайского вопроса». Переданные Японией китайскому правительству «21 требование» в январе 1915 года основывались именно на этом меморандуме. Такими действиями он способствовал утверждению позиций Японии на материковом Китае и старался добиться смещения ненадёжного, с его точки зрения, китайского президента Юань Шикая. В то же время Утида агитировал за союз с Китаем и предупреждал о неминуемых кровопролитных восстаниях в этой стране. Такая политика японцев в Китае в целом не имела успеха: получив лишь незначительные концессии в этой стране, японские требования вызвали в Китае взрыв антияпонских настроений, вылившихся в конце концов в Движение четвёртого мая.
В 1920-1930-х годах концентрировал свои усилия на борьбе с либерализмом и проявлениями интернационализма в японской политической и общественной жизни. В 1925 он был арестован в связи с неудачным покушением на японского премьер-министра Като Такааки. Во время мирового эконономического кризиса 1930-х годов он стал одной из ведущих фигур влиятельной фашиствующей группировки Дайниппон Сайсантё, выступавшей за передачу власти в стране военным кругам.